# هجوم كويرس (سبتمبر–نوفمبر 2015)
في 14 سبتمبر 2015، شن الجيش العربي السوري – بالتعاون مع قوات الدفاع الوطني وكتائب البعث – هجوما جديدا داخل ريف جنوب شرق محافظة حلب من أجل رفع حصار تنظيم الدولة الإسلامية (داعش) لقاعدة كويرس الجوية العسكرية المعزولة الذي دام عامين. وقد استكمل هذا الهجوم في وقت لاحق بجهد آخر بدأ في منتصف أكتوبر إلى الجنوب، والذي يهدف إلى تعزيز سيطرة الحكومة على الطريق اللوجستي الرئيسي إلى حلب من وسط سوريا.
كان الهدف الرئيسي من الهجوم هو رفع الحصار عن مطار كويريس العسكري، وإراحة مئات الجنود المحاصرين في جيب كويرس لمدة ثلاث سنوات تقريبا، فضلا عن إعطاء عمق كبير لخط الاتصال الرئيسي للقوات السورية والحليفة في المحافظة من الجنوب. كما أن هناك هدفا محتملا على المدى الطويل لقطع الطريق السريع بين حلب والرقة ومن ثم شطر تنظيم الدولة الإسلامية في سوريا.

## الاستعدادات
يمكن أن تعود أصول التخطيط للعمليات في منطقة حلب إلى زيارة الجنرال قاسم سليماني لموسكو في يوليو 2015. أفيد أن الجنرال سليماني أرسل إلى سوريا من قبل المرشد الأعلى لإيران نفسه علي خامنئي من أجل مناقشة والمسائل العسكرية مع نظرائه الروس، وتنسيق التصعيد المشترك للقوات في سوريا.
بدأ المستشارون العسكريون، بمن فيهم جنرالات رفيعو المستوى من فيلق القدس في إيران، في الانتشار إلى اللاذقية، وسرعان ما انتقلوا إلى نقاط الاشتباك في جميع أنحاء البلاد من أجل التخطيط للهجوم الأرضي القادم الذي ستعززه القوة الجوية الروسية. ومع قيام العديد من الجنرالات الإيرانيين بدوريات واستطلاع الخطوط الأمامية للحرب الأهلية السورية، سرعان ما قتل ثلاثة من هؤلاء المذكورين وهم من كبار أعضاء الحرس، الجنرال حسين همداني، الذي كان نائبا لقاسم سليماني.

## الهجوم

الوضع في المطار في بداية الهجوم.

بدءا من 15 سبتمبر، شنت القوات الحكومية هجمات على طول الحافة الشمالية الغربية لبحيرة الجبول في محاولة لإعادة مقاتلي داعش إلى القاعدة الجوية المحاصرة في كويرس في شرق حلب. بدأ الهجوم مع الجيش وقوات الدفاع الوطني التي تسيطر على قمم التلال في تل نعام وتل السبعين، التي تقع شمال بحيرة الجبول.
إلا أن تنظيم الدولة الإسلامية يتمكن من إعادة تجميع صفوفه بعد وقت طويل، وشن هجوما مضادا حصل فيه على بعض أراضيه المفقودة، وفحص التقدم السريع للقوات الحكومية. وفي 22 سبتمبر، مكن تدخل القوات الجوية السورية القوات البرية من استعادة المبادرة ومواصلة تقدمها من خلال الاستيلاء على الصالحية بعد اشتباكات حادة مع مسلحين من تنظيم الدولة الإسلامية في جميع أنحاء المدينة، واكتسابها لاحقا تل ريمان في الطريق شرقا نحو كويرس.
في 4 أكتوبر، هاجمت القوات الجوية الروسية داعش على طول طريق دير حافر السريع، والمحطة الحرارية. وقد سمح ذلك للقوات الحكومية بدخول قرية عين سابل. وادعى مصدر في الجيش السوري أن 75 مسلحا في محافظة حلب قتلوا في غارات جوية روسية في اليومين الماضيين.
في 16 أكتوبر، أفادت التقارير بأن القوات الحكومية وميليشيا عراقية استولت على بلدة الناصرية، بعد القتال الذي ادعوا أنه قتل 25 من مقاتلي داعش. ثم تقدموا إلى بلدة بريدة، على بعد 7 كم من كويرس.
في 17 أكتوبر، أفادت التقارير بأن الجيش استولى على قرية حويجة. وبحلول اليوم التالي، استولت القوات الحكومية على مناطق أخرى، وبذلك يصل مجموع القرى التي تم الاستيلاء عليها منذ بدء الهجوم إلى خمسة.
في 19 أكتوبر، استولت القوات الحكومية على قرية بكايز، على بعد سبعة كيلومترات من القاعدة الجوية، فضلا عن قريتين أخريين بالقرب من القاعدة. كما استولوا على أجزاء من دكوانة. وفي اليوم التالي، استولى الجيش على أجزاء من منطقة تل السبعين.
في 21 أكتوبر، سيطرت القوات الحكومية على منطقة تل السبعين، بما في ذلك تلتها، وبعد يومين دكوانة أيضا، مما جعلهم يبعدون أربعة كيلومترات من القاعدة الجوية.
في 9 نوفمبر، استولت القوات الحكومية على بلدة الشيخ أحمد، على بعد كيلومترين من القاعدة الجوية، مما أتاح الظروف للهجوم النهائي على المطار.

الوضع في المطار في نهاية الهجوم.

في 10 نوفمبر، رفعت القوات الحكومية حصار قاعدة كويريس الجوية بعد ثلاث سنوات. وفي وقت لاحق، استولى الجيش على قرى رسم عبود وأم عركلة بالقرب من المطار، مع التراجع الجماعي لتنظيم الدولة الإسلامية من مناطق شرق حلب. وفي اليوم التالي، قام الجيش، بالتنسيق مع حلفائه، بالاستيلاء على قريتي جديدة عربين وعربيد في محيط قاعدة كويريس الجوية.
في الساعات الـ24 الأخيرة من القتال حول المطار العسكري، قتل 60 من مقاتلي داعش، وأكثر من 20 جنديا سوريا، و13 من الإيرانيين و8 من مقاتلي حزب الله.
في 13 نوفمبر، تقدمت القوات الحكومية بطول 4.5 كم على طول الطريق السريع بين حلب والرقة، واستولت على منشأة الإنتاج الكيميائي ووضعت نفسها في مصنع سيساكو. في 16 نوفمبر، تم الإعلان رسميا عن تأمين القاعدة الجوية بعد أن استولى الجيش على قرية كصيص. وشكل ذلك بداية هجوم عسكري جديد بهدف توسيع المنطقة العازلة حول المطار.